# Patrick Werkner
Patrick Werkner (* 1953 in Innsbruck) ist ein österreichischer Kunsthistoriker und emeritierter Hochschullehrer an der Universität für angewandte Kunst Wien.

## Leben
Werkner bekleidete mehrere Gastprofessuren, etwa am Bard College/New York 1989/90, an der Stanford University/Kalifornien 1990, der Paris Lodron Universität Salzburg 1992, der Universität Freiburg im Breisgau 1994/95 (Vertretungsprofessur) sowie der Universität Leiden/NL 2001 und 2013. Werkner publizierte 17 Bücher als Autor oder Herausgeber und rund 100 wissenschaftliche Fachartikel, wobei die Kunst des 20. Jahrhunderts und der Wiener Moderne im Mittelpunkt stehen.
Von 2004 bis 2012 wirkte er als Mitglied des Kuratoriums der Stiftung für Österreichische Studien in den Niederlanden als Vertreter des österreichischen Wissenschaftsministeriums. Von 2004 bis 2018 fungierte er als Leiter von Kunstsammlung und Archiv der Universität Wien mit dem Oskar-Kokoschka-Zentrum, der Kostüm- und Modesammlung und der Victor J. Papanek Foundation.
Im Februar 2018 wurde er anlässlich seiner Emeritierung mit dem Ehrenring der Universität für angewandte Kunst Wien ausgezeichnet. Die Universität widmete ihm aus diesem Anlass eine Festschrift.

## Kuratoren-Aktivität
- 2011 Co-Kurator der Ausstellung „DYNAMIK! Kubismus, Futurismus, Kinetismus“, Schloss Belvedere Wien
- 2013 Co-Kurator der Ausstellung „Oskar Kokoschka – das Ich im Brennpunkt“, Wien, Leopold Museum
- 2017 Co-Kurator der Ausstellung „150 Jahre Universität für angewandte Kunst Wien – Ästhetik der Veränderung“, Wien, MAK

## Veröffentlichungen (Auswahl)
- Physis und Psyche. Der österreichische Frühexpressionismus. Wien – München: Herold 1986, ISBN 978-3-7008-0343-0. Amerik. Ausgabe: Austrian Expressionism – The Formative Years. Palo Alto, Kalifornien: The Society for the Promotion of Science and Scholarship, 1993.
- Land Art USA. Von den Ursprüngen zu den Großraumprojekten in der Wüste. München: Prestel 1992.
- (Hrsg.) Egon Schiele: Art, Sexuality and Viennese Modernism. Palo Alto, Kalifornien: Society for the Promotion of Science and Scholarship, 1994, ISBN 978-0-930664-14-5 (englisch).
- mit G. Sultano: Oskar Kokoschka. Kunst und Politik, 1937–1950. Wien – Köln – Weimar: Böhlau 2003, ISBN 978-3-205-77030-5.
- Kunst seit 1940. Von Jackson Pollock bis Joseph Beuys. UTB-Lehrbuch, Wien-Köln-Weimar: Böhlau 2007. ISBN 978-3-8252-2972-6.
- mit G. Bast, A. Husslein-Arco, H. Krejci (Hrsg.): Wiener Kinetismus. Eine bewegte Moderne / Viennese Kineticism. Modernism in Motion. edition angewandte im Verlag Springer, Wien 2011, ISBN 978-3-211-99143-5.
- mit B. Reinhold (Hrsg.): Oskar Kokoschka – ein Künstlerleben in Lichtbildern / An artist’s Life in Photographs. Aus dem Oskar-Kokoschka-Zentrum der Universität für angewandte Kunst Wien. edition angewandte im Verlag Birkhäuser, Wien 2013.
- mit G. Bast, A. Seipenbusch-Hufschmied (Hrsg.): 150 Jahre Universität für angewandte Kunst Wien – Ästhetik der Veränderung. edition angewandte im Verlag Birkhäuser, Wien 2017, ISBN 978-3-11-052517-5.